# Jacob Robert Emden
Jacob Robert Emden (San Gallo, 4 marzo 1862 – Zurigo, 8 ottobre 1940) è stato un astrofisico, matematico e meteorologo svizzero.

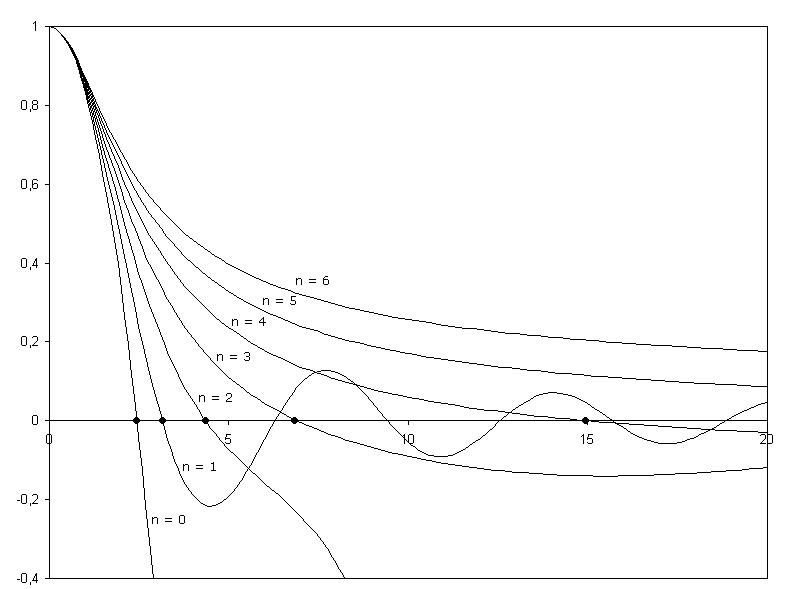
Rappresentazione grafica dell'equazione di Lane-Emden

Studiò matematica e fisica presso l’Università di Heidelberg, L’Università di Berlino e l’Università di Strasburgo dove conseguì il dottorato con una tesi sulla tensione di vapore delle soluzioni saline. Nel 1907 divenne professore associato di fisica e meteorologia presso l’Università Tecnica di Monaco. Nello stesso anno pubblicò il lavoro che lo fece conoscere nel mondo dell'astrofisica  ''Gaskugeln: Anwendungen der mechanischen Wärmetheorie auf kosmologische und meteorologische Probleme'' (Sfere di gas: le applicazioni della termodinamica ai problemi cosmologici e meteorologici) con il quale fornì un modello matematico per la definizione della struttura delle stelle, delle nebulae, di qualsivoglia distribuzione cosmica di particelle ed all'atmosfera terrestre.  Fu tra i fondatori nel 1930 e redattore della rivista  Zeitschrift fur Astrophysik. Nel 1933 lasciò la Germania a causa dell’avvento del nazismo ritirandosi in Svizzera. L'equazione di Lane-Emden che descrive la struttura di un oggetto la cui equazione di stato è  politropica ed è soggetto all'influenza del proprio campo gravitazionale è così nominata in suo onore e in onore di Jonathan Homer Lane.
Dal 1920 fu membro della Accademia Bavarese delle Scienze e dal 1932 fu membro (Associate) della Royal Astronomical Society 
Sposò Klara Schwarzschild, sorella del fisico e astronomo tedesco Karl Schwarzschild.
A Jacob Robert Emden la UAI ha intitolato il cratere lunare Emden.